# Jörn Wemmer
Jörn Wemmer (* 13. Mai 1984 in Chamis Muschait) ist ein in Saudi-Arabien geborener deutscher Fußballspieler und der Bruder von Jens Wemmer.

## Karriere
Jörn Wemmer spielte bis Juli 2004 bei der niedersächsischen Mannschaft SpVg Aurich. Danach spielte er für den Oberligisten SV Meppen. Ein Jahr später wechselte er zum VfL Wolfsburg. Mit der Reservemannschaft von VfL Wolfsburg schaffte er den Aufstieg in die Regionalliga Nord. Im Jahr 2008 verließ er den Verein und ging nach Bremen zum FC Oberneuland. Im Juli 2009 wechselte er zum FC Erzgebirge Aue in die 3. Liga. Nachdem er zuerst nur in der Reservemannschaft in der Oberliga gespielt hatte, bekam er gegen Saisonende seine ersten Profieinsätze als Einwechselspieler. 2010 stieg er mit dem Verein in die zweite Bundesliga auf und kam dort auf sieben Einsätze.
Nachdem sein Vertrag im Sommer 2011 ausgelaufen war, blieb er zunächst ohne Verein. Er absolvierte im August 2011 ein Probetraining beim FC Carl Zeiss Jena, ehe er im Oktober desselben Jahres einen Vertrag beim Regionalligisten Berliner AK 07 unterschrieb.
Im Sommer 2012 schloss er sich dem Berliner Oberligisten BFC Dynamo an, wo er anderthalb Jahre spielte. Nach dem Beginn einer Ausbildung bei der Berliner Polizei löste Wemmer seinen Vertrag im Oktober 2013 auf und schloss sich dem brandenburgischen Landesligisten SV Schwarz-Rot Neustadt (Dosse) an. Mit dem Verein stieg er 2015 in die Brandenburgliga auf. Eine Saison später schloss sich Wemmer dem Ligakonkurrenten TSG Einheit Bernau an. Für Neustadt absolvierte Wemmer 55 Ligaspiele, in denen er 16 Tore schoss.
Mit der deutschen Polizei-Nationalmannschaft holte Jörn Wemmer 2014 den Europameistertitel.

## Erfolge
- Aufstieg in die 2. Bundesliga 2010 mit Erzgebirge Aue